# Explotació cinematogràfica
L'explotació cinematogràfica és el sector econòmic que assegura la projecció de pel·lícules al públic en els cinemes. És una de les branques finals de la indústria cinematogràfica juntament amb la distribució.
Independentment de la mida dels establiments, els cinemes fan una funció comercial en el termini d'explotació. Certs professionals, sobretot al sector de l'art i assaig, afavoreixen una expressió original: la projecció de pel·lícules, que associen a la seva concepció del cinema, pretén ser no comercial.

## Història

### Primeres pel·lícules, primeres projeccions

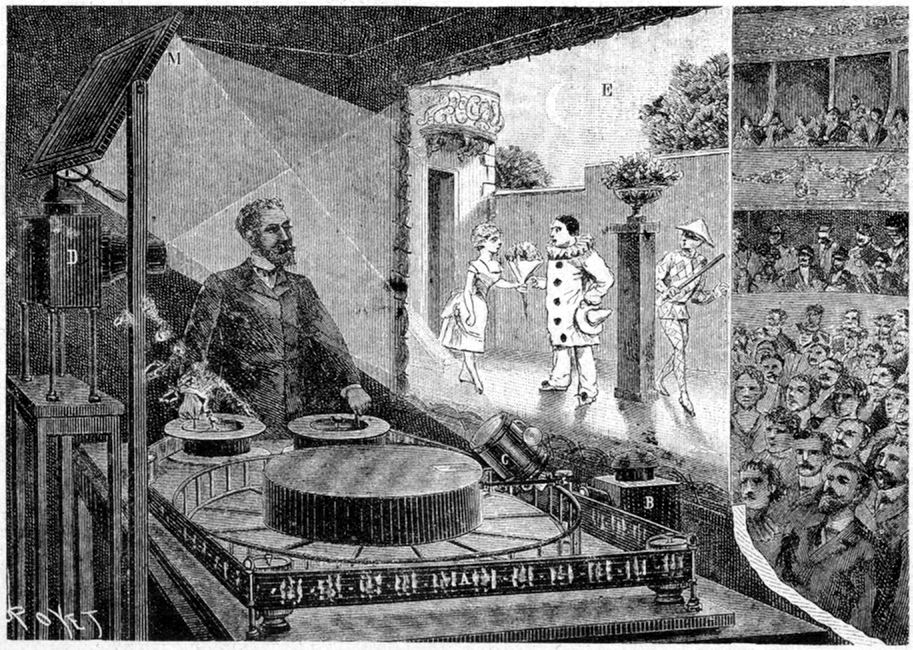
Funcionament del Teatre òptic l'any 1892 (gravat de Louis Poyet).

- Les primeres projeccions animades apareixen a França el 28 d'octubre de 1892, als Grans passejos parisencs, al subsol del Museu Grévin. És Émile Reynaud qui presenta les Pantomimes lluminoses, els primers dibuixos animats de la història (entre ells Pauvre Pierrot) compostos per quadrats de gelatina protegits de la goma-laca i assemblats entre ells per formar una banda continua. El Teatre òptic permet projectar els seus dibuixos de personatges en moviment, on la projecció és efectuada pel darrere (retroprojecció) i el públic no veu l'aparell que s'utilitza per projectar. Tot i ser sales petites, Reynaud va ser capaç d'acollir entre el 1892 i el 1900 un mig milió d'espectadors. Fins i tot, el pare dels Germans Lumière (Antoine Lumière) va assistir a una d'aquestes sessions a la primavera de 1894 per veure una demostració del cinetoscopi d'Edison.

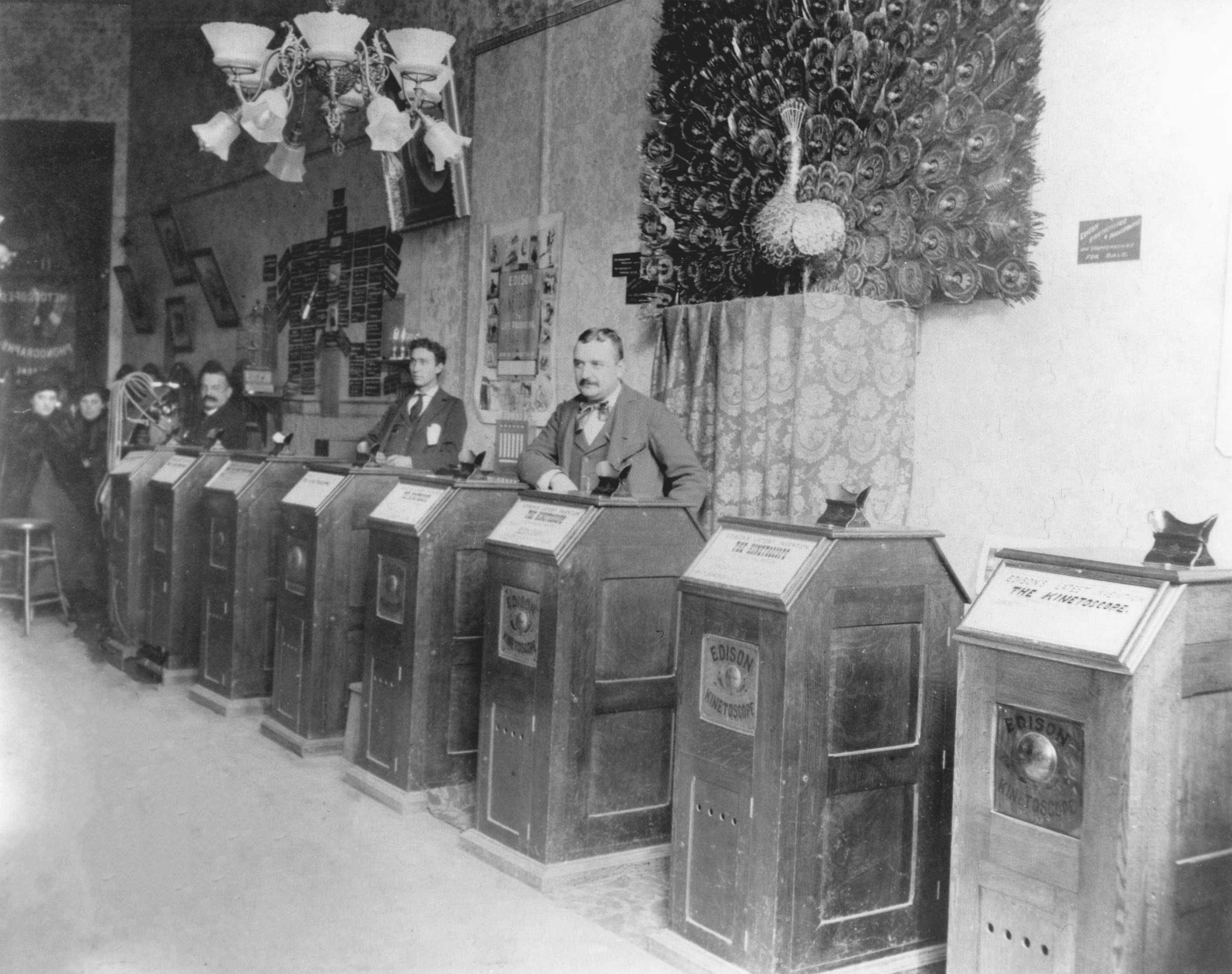
Cinetoscopi a San Francisco (1894).

- A partir de 1893, als Estats Units, es van multiplicar els Cinetoscopis Parlors, avantpassats dels cinemes americans (que també es van obrir a Europa). Les pel·lícules s'enregistren en una cinta de 35 mm d'ample, proveïda de 4 perforacions a cada costat dels fotogrames, recoberta per una cara amb producte fotosensible. «Edison va portar el cinema a un pas decisiu, creant la moderna pel·lícula de 3 mm, amb quatre parells de perforacions per fotograma.»[2] Va ser, efectivament, l'inventor del fonògraf: Thomas Edison, qui va tenir la idea d'utilitzar la projecció teatral individual a la pantalla petita de les pel·lícules que va produir i signar pel primer director de cinema, el britànic William Kennedy Laurie Dickson. «Cent quaranta-vuit pel·lícules van ser rodades entre 1890 i setembre de 1895 per Dickson i William Heise dins d'un estudi construït a West Orange: el Black Maria, una estructura muntada sobre rails, regulables segons el Sol.»[3] Prèviament, Edison va imaginar una càmera en moviment, la càmera de cinema cinetògraf, amb la qual Dickson va rodar les primeres pel·lícules del cinema (va ser Edison qui va adoptar aquesta paraula anglesa, que significa capa fina, pel·lícula, per designar bobines gravades), per això es considera que en sentit estricte les cintes fetes per Dickson són les primeres pel·lícules.

Aquestes pel·lícules on la vida sembla haver estat capturada, van encendre la recerca mundial amb l'esperança de trobar mecanismes encara més eficients, i sobretot d'aplicar-los a una projecció a la gran pantalla, cosa que Edison rebutja obstinadament, malgrat que el seu ajudant Dickson no troba cap dificultat en desenvolupar un altre dispositiu d'aquest tipus.
Aquests van ser superats per Louis Lumière amb la invenció del Cinematògraf el qual deien que era reversible donat que és una càmera i un dispositiu de projecció al mateix temps.
- La primera projecció pública del Cinematògraf es va organitzar a París el 28 de desembre de 1895, al soterrani del saló indi del Gran Cafè al carrer de les Caputxines.[4]

### Primeres projeccions digitals
- Les primeres projeccions públiques de cinema digital (sense pel·lícula cinematogràfica) als Estats Units van tenir lloc a Nova York i Los Angeles el 18 de juny de 1999.[5][6]

- La primera projecció pública de cinema digital a Europa es va dur a terme a París[7] el 2 de febrer de 2000, per Philippe Binant.[8]

## Freqüentació de les sales a França
L'òrgan de representació dels exhibidors a França és la Federació Nacional de Cinemas Francesos (FNCF).
L'Associació Francesa de Cinemes d'Art i Assaigs (AFCAE), reconeguda pel Ministeri de Cultura des de 1959, agrupa uns 1.000 establiments classificats en art i assaig.
És difícil, si no impossible, obtenir xifres fiables d'assistència al cinema fora de França. Certs resultats parcials són, tanmateix, disponibles i interessants. No obstant això, alguns resultats parcials estan disponibles, així es poden fer comparacions amb altres països d'Europa. Aquests resultats són de l'any 2019, tenint en compte els problemes de salut relacionats amb la malaltia del coronavirus.
| País          | Nombre de pantalles | Densitat (pantalles per 100000 hbts) | Milions d'entrades | % pel·lícules nacionals |
| ------------- | ------------------- | ------------------------------------ | ------------------ | ----------------------- |
| França        | 6114                | 9,4                                  | 213                | 34,8 %                  |
| Gran Bretanya | 4340                | 6,5                                  | 176,1              | 13 %                    |
| Alemanya      | 4961                | 6,0                                  | 118,6              | 21,5 %                  |
| Itàlia        | 5205                | 8,6                                  | 104,7              | 21,6 %                  |
| Espanya       | 3700                | 7,9                                  | 103,6              | 14,9 %                  |
| Total         | 24320               | Mitjana 7,68                         | 716                | ─                       |

També pel que fa als ingressos, França lidera els principals països europeus. És el principal mercat cinematogràfic europeu. Cal destacar, però, que les pel·lícules franceses han disminuït en nombre dins d'aquestes estadístiques europees: de 78 el 2018 a 73 el 2019 (-6,6%), mentre que la proporció de pel·lícules americanes ha augmentat de 88 el 2018 a 116 el 2019 (+32,3%).

## Consum dels films
Si antigament les pel·lícules (i el cinema en general) s'identificaven com a productes de consum cultural indissociablement vinculats als cinemes, avui ja no és així. Els espectadors consumeixen moltes més pel·lícules a la televisió (els canals de les quals s'han convertit en els principals actors de l'economia de la gran majoria de pel·lícules), que a les sales.
A França, es disposen de dades financeres precises, establertes als balanços anuals del C.N.C. (Centre nacional del cinema i de la imatge animada) que demostren que aquest consum individual o familiar de pel·lícules és pràcticament 5 vegades més gran que el visionament a les sales. Aquesta taula compara la despesa familiar en entreteniment cinematogràfic (visualització de pel·lícules):
| Any             | Despeses sales en Milions € | Despeses televisió i vídeo en Milions € | Informe les despeses de sala / despeses de televisió i vídeo |
| --------------- | --------------------------- | --------------------------------------- | ------------------------------------------------------------ |
| 2014            | 1333                        | 6844                                    | 5,13                                                         |
| 2015            | 1331                        | 6684                                    | 5,02                                                         |
| 2016            | 1387                        | 6529                                    | 4,71                                                         |
| 2017            | 1380                        | 6542                                    | 4,74                                                         |
| 2018            | 1337                        | 6727                                    | 5,03                                                         |
| 2019            | 1447                        | 6933                                    | 4,79                                                         |
| Total en 6 anys | 8.215                       | 40259                                   | 4,90                                                         |

### Principals explotadors a França
Els principals grups operatius francesos són:
- Els cinemes Pathé Gaumont : 1116 pantalles (1312 l'any 2012)[14]
- Circuit Georges Raymond :[15] 686 pantalles
- UGC[16] 582 pantalles
- Cinéville :[17] 118 pantalles
- Kinépolis : 138 pantalles
- Megarama :[18] 151 pantalles
- Cinemes Grand Pantalla : 89 pantalles
- MK2 :[19] 68 pantalles

Així, les tres més grans sumen unes 2.384 pantalles, més d'un terç de les 6.114 pantalles de França.

#### Repartició de les receptes
En un bitllet venut, l'operador paga dos impostos: IVA (5,5%) i TAXA (10,72%), que cobra la CNC. Els ingressos restants, que representen el 83,98% del preu de cada entrada, s'anomenen Base Film.
Aquesta Base film serveix de base per a la retribució del distribuïdor cinematogràfic, segons una tarifa de lloguer que és del 50%. No obstant això, aquesta taxa sovint disminueix a mesura que s'estrenen les pel·lícules depenent de les negociacions que es porten a terme cada setmana. El cinema també paga una aportació de l'1,515% de la Base Film a la SACEM, inclòs l'1,21% per compte de la distribuïdora.

#### Mapes il·limitats
A la primavera de l'any 2000, el grup UGC va posar en marxa una targeta il·limitada que permetia als seus beneficiaris anar al cinema tants cops com volguessin a canvi d'un pagament anual de 179 €. El règim de la targeta es regeix per la Llei de 15 de juliol de 2001; més concretament, l'article 97 d'aquesta mateixa llei obliga els operadors a obtenir una autorització prèvia de la CNC. Arran de la creació d'aquesta targeta, tant operadors independents com professionals es van apoderar del Consell de la Competència per denunciar l'efecte anticompetitiu d'aquesta targeta. En efecte, consideren que els preus de la targeta són abusivament baixos, vulnerant així l'article L 420-5 del Codi de Comerç, i que comporten el desallotjament dels principals competidors del mercat. Se'ls va denegar la seva petició, per diversos motius com que la creació de la targeta per part d'UGC no impedeix que els seus competidors també l'adoptin; així, des de l'agost del 2000, GAUMONT també va oferir la targeta il·limitada.
El preu de l'entrada del cinema són 4,95 € i segons el Consell de la Competència, sempre que aquest preu superi els 3,05 € (costos variables), no es pot considerar que el preu sigui excessivament baix. Finalment, i contràriament a la creença popular, la targeta il·limitada no amenaça la professió d'exhibidor de cinema. Efectivament, des de l'establiment d'aquesta targeta, el nombre d'entrades venudes ha augmentat, fet que només pot ser positiu per als expositors.

### Xarxes franceses de cinemes independents
- Xarxa Cinemes Utopia :[22] 23 pantalles (+ 7 pantalles en projecte)

### Fora de França
Si l'organització del sector cinematogràfic és relativament similar entre els principals països occidentals, la importància de l'exhibició varia considerablement. És als Estats Units on els índexs d'equipaments als cinemes i d'assistència al cinema són els més alts, França també es troba a un alt nivell, dels quals aquí teniu les dades de l'any 2012:
|                                          | Estats Units | França | Alemanya | Regne Unit | Itàlia | Espanya | Japó  | Australia |
| ---------------------------------------- | ------------ | ------ | -------- | ---------- | ------ | ------- | ----- | --------- |
| Població (en milions)                    | 320          | 64     | 83       | 63         | 61     | 47      | 127   | 23        |
| Cinemes                                  | 39.918       | 5.502  | 4.617    | 3.817      | 3.814  | 4.000   | 3.290 | 1 995     |
| Sales de cinema/1 milió d'habitants      | 125          | 86     | 56       | 61         | 63     | 85      | 26    | 87        |
| Assistència                              | 1360         | 204    | 135      | 172        | 91     | 91      | 155   | 86        |
| Entrades/any/habitants                   | 4,3          | 3,2    | 1,6      | 2,7        | 1,5    | 1,9     | 1,2   | 3,7       |
| Facturació de taquilla (milions d'euros) | 8.438        | 1.306  | 1.033    | 1.352      | 609    | 595     | 1.950 | 900       |
| Preu mitjà de l'entrada (ticket€)        | 6,20         | 6,42   | 7,65     | 7,88       | 6,69   | 6,54    | 12,58 | 10,47     |